# Sidi Boulkhalf
Sidi Boulkhalf (en àrab سيدي بوخالف, Sīdī Būẖālf; en amazic ⵙⵉⴷⵉ ⴱⵓⵅⴰⵍⴼ) és una comuna rural de la província d'Azilal, a la regió de Béni Mellal-Khénifra, al Marroc. Segons el cens de 2014 tenia una població total de 15.625 persones.